# (22116) 2000 RK71
2000 أر كي 71 (ويعرف أيضًا باسم (22116) 2000 أر كي 71 وفق تسمية الكوكب الصغير) (بالإنجليزية: 2000 RK71)‏ هو كويكب ضمن حزام الكويكبات؛ وترتيبه 22116 من حيث الاكتشاف.
اكتُشف هذا الجُرم الفلكي بواسطة بحث لنكولن عن الكويكبات القريبة من الأرض في 2 سبتمبر 2000.

## وصلات خارجية
- (22116) 2000 RK71 في قاعدة بيانات مختبر الدفع النفاث لأجرام النظام الشمسي الصغيرة

- الاكتشاف · مخطط المدار ·  العناصر المدارية · المعلمات المادية

- (22116) 2000 RK71 على موقع ويكي سكاي: DSS2, SDSS, GALEX, IRAS, Hydrogen α, X-Ray, Astrophoto, Sky Map, Articles and images